# Al salamalaikum

As-Salāmu `Alaykum (ٱلسَّلَامُ عَلَيْكُمْ) este o formă de salut în limba arabă, tradusă îndeobște cu „Pace ție”. 

Este echivalentul arab al urării ebraice Șalom alehem.